# Prevalle
Prevalle est une commune italienne de la province de Brescia, dans la région Lombardie.

## Administration
| Période                                  | Période | Identité | Étiquette | Qualité |
| ---------------------------------------- | ------- | -------- | --------- | ------- |
|                                          |         |          |           |         |
| Les données manquantes sont à compléter. |         |          |           |         |

### Hameaux
Aquatica, Mosina, Notica, Celle, Bassina, Baderniga, Borgolungo, Masserina

### Communes limitrophes
Bedizzole, Calvagese della Riviera, Gavardo, Muscoline, Nuvolento, Paitone